# Ладенберг, Адальберт фон
Филипп Вильгельм Адальберт фон Ладенберг (нем. Philipp Wilhelm Adalbert von Ladenberg; 18 февраля 1798, Ансбах, — 15 февраля 1855, Потсдам) — прусский государственный деятель.
При Эйхгорне, в 1840-х, руководил делами, касавшимися евангелического духовенства, просвещения и медицины. С 1848 по 1850 был министром вероисповеданий в реакционном кабинете Бранденбурга. Написал: «Uebersicht der preuss. und französ. Hypothekenverfassung» (Кёльн, 1829) и «Preussens gerichtliches Verfahren in Civil— und Kriminalsachen» (3-е изд., там же, 1842).